# Drömkåken
Drömkåken är en svensk komedifilm från 1993 i regi av Peter Dalle. I huvudrollerna ses Björn Skifs och Suzanne Reuter. Filmen hade biopremiär i Sverige den 28 oktober 1993.

## Handling
Göran är trött på lägenheten som han och hans familj bor i. Därför överraskar han sin fru och deras barn med att köpa ett riktigt drömhus medan resten av familjen är på semester. Hans fru Tina blir överlycklig och älskar huset från första stund. Men medan Göran tillsammans med några tvivelaktiga hantverkare håller på att renovera huset, händer konstiga saker och snart visar det sig att huset har en livsfarlig hemlighet.

## Om filmen
Filmen regisserades av Peter Dalle, som gjorde sin långfilmsdebut som regissör och även skrev manus ihop med Bengt Palmers. Palmers producerade även musiken.
Filmen spelades in med en budget på 17,7 miljoner kronor och hade världspremiär i Björn Skifs hemkommun Vansbro den 28 oktober.

## Rollista
- Björn Skifs – Göran Carlgren
- Suzanne Reuter – Tina Carlgren
- Pierre Lindstedt – Ernst
- Lena Nyman – Susanna "Sanna" Björkman
- Jan Malmsjö – majoren
- Gunnel Fred – Karin Fornstam
- Jan Blomberg – rullator-man
- Peter Dalle – Thomas
- Johan Ulveson – Fille
- Claes Månsson – Mats
- Pontus Gustafsson – Robert, bror till Karin
- Anders Ekborg – rörmokaren
- Johan Paulsen – kakelmannen
- Sven-Åke Wahlström – kökssnickaren
- Johan Rabaeus – Martin, TV-producent, chef för Göran
- Anna-Lena Hemström – Malou, medarbetare till Göran
- Zara Zetterqvist – Petra Carlgren, dotter till Göran & Tina
- Mikael Haack – Anton Carlgren, son till Göran & Tina
- Magnus Mark – Janne, läkare, Tinas chef
- Ingvar Storm – sig själv, TV-programledare
- Robert Gustafsson – Fredrik, astmapatient
- Hasse Alfredson – sig själv
- Tommy Körberg – sig själv
- Anders "Ankan" Parmström – sig själv
- Gunvor Pontén – papegojan (röst)

### Gäster i TV-programmet "Svar på tal"
- Nils Emil Ahlin
- Ricky Bruch
- Carl Jan Granqvist
- Lars "Vasa" Johanson
- Erik Lallerstedt
- Christer Sandelin
- Roland Stoltz

### Fotnoter
1. ↑  läs online, Internet Movie Database , läst: 14 april 2016.[källa från Wikidata]
2. 1 2 3 4 5 6 7 8 9 10 11 12 13 14 15 16 17 18 19 20  Svensk Filmdatabas, Svenska Filminstitutet, läs online, läst: 20 juni 2022.[källa från Wikidata]
3. 1 2  ”Drömkåken (1993) - SFdb”. https://www.svenskfilmdatabas.se/sv/item/?type=film&itemid=17890. Läst 20 juni 2022.